# Валронт, Ян
Ян Валронт (Вальронд, Валрант, Вальронт, Вальсрантов, Волранъ) (около 1670 −1729) — английский военный моряк на русской службе, сподвижник Петра I, экипажмейстер Олонецкой верфи, капитан 1 ранга.

## Биография
В 1698 году английский моряк Ян Валронт был нанят на русскую службу комендором по «40 ефимков на месяц» во время пребывания в Европе Великого Посольства. 3 июня 1698 года прибыл из Амстердама в Архангельск на одном из четырёх судов «арктического каравана».
Осенью 1698 года Валронт был направлен из Архангельска через Москву в Воронежское адмиралтейство. В 1699 году назначен командовать 28-пушечным кораблём «Меркурий» («Меркуриус» — корабль построенный кумпанством окольничего князя П. Г. Львова), в мае того же года участвовал в «забавном» рейде от Паншина к Азову. Затем, в составе эскадры адмирала Ф. А. Головина, участвовал в Керченском походе 1699 года. Осенью при переходе в Азов корабль «Меркурий» встал в устье Дона из-за малой воды. 23 ноября 1699 года сильным ветром был снесён на отмель, получил пробоину и затонул.
Весной 1702 года Я. Валронт, произведённый в старшие капитаны, вместе с голландцем П. Памбургом был отправлен на Северную Двину, где на Соломбальской верфи они курировали строительство 12-пушечных фрегатов «Сошествия Св. Духа» (Святого Духа) и «Скорого гонца» (Курьера), строительство которых вели русские корабельные мастера Г. А. Меншиков и Е. Скворцов. Корабли были спущены на воду 24 мая того же года в присутствии Петра I. Ян Валронт был назначен командиром «Святого Духа», П. Памбург — командиром «Курьера». В августе корабли с отрядом в 10 кораблей перешли из Архангельска к пристани Нюхча на Белом море.
Осенью 1702 года Валронт на фрегате «Святого Духа» в составе эскадры К. Крюйса, которая везла «новоприборных русских солдатских детей и иных чинов и недорослей» для обучения в заграницей морскому делу, был направлен в Амстердам. Также Валронту поручалось осуществлять набор моряков-иноземцев для русской службы.
В 1704 году Валронт вернулся из Голландии в Россию, был назначен командиром 28-пушечного фрегата «Флигель-де-Фам», построенном на Олонецкой верфи. В октябре 1704 года совершил на нём переход по штормовой Ладоге в Санкт-Петербург. В октябре 1705 года Валронт, по рекомендации А. Меншикова, был назначен экипажмейстером Олонецкой верфи, исправлял эту должность до 1708 года.
Весной 1709 года Ян Валронт был назначен капитаном новой 16-пушечной шнявы «Лизетт», которая была построена в Санкт-Петербургском адмиралтействе корабельным мастером Ф. Скляевым по чертежам самого государя. Это судно являлось царским кораблём, на котором Петр I и его семейство часто выходили в Финский залив. Весной 1709 года корабль в составе эскадре К. Крюйса блокировал неприятельский флот у о. Котлин.
В 1710 году был назначен капитаном 28-пушечного фрегата «Иван-Город». В мае того же года, в составе эскадры вице-адмирала К. И. Крюйса, сопровождал к Выборгу транспорты с провиантом, артиллерией и с войсками, выходил в составе эскадры к Кроншлоту для защиты Санкт-Петербурга с моря.
В 1712 году Валронт был назначен командовать 50-пушечным бомбардирским кораблём «Пернов». В январе 1713 года был зачислен в капитаны 1 ранга. С мая по сентябрь 1713 года, в составе эскадры вице-адмирала К. И. Крюйса, Валронт на «Пернове» крейсировал в Финском заливе. 10-11 июля 1713 года преследовал отряд шведских судов. В конце 1713 года Я. Валронта внезапно был отстранён от службы.
В 1728 году был вновь принят на службу и назначен в архангельский порт «к смотрению над приходящими судами». Занимался восстановлением и увековечиванием памяти первой «государевой яхты» «Святой Пётр», построенной в 1693 году в Соломбале.
13 октября 1729 года (по другим данным 5 декабря 1729 года) скончался в Архангельске.
Многие представители фамилии Валронт (Вальронт, Вальронд) в XVIII-XX веках служили в военно-морском флоте России.